# Суперкубок Ємену з футболу 2013
Суперкубок Ємену з футболу 2013  — 7-й розіграш турніру. Матч відбувся 12 грудня 2013 року між чемпіоном Ємену клубом Аль-Ярмук Аль-Равда та віце-чемпіоном Ємену клубом Аль-Шааб (Хадрамаут).
| Володар Суперкубка Ємену 2013     |
| --------------------------------- |
|                                   |
| Аль-Шааб (Хадрамаут) Перший титул |

## Матч

### Деталі
| 12 грудня 2013 15:00 (EEST) |

| Аль-Ярмук Аль-Равда | 0:0 пен. 1:4 | Аль-Шааб (Хадрамаут) |
| ------------------- | ------------ | -------------------- |
|                     | Протокол     |                      |

| Аль-Тавра Спортс Сіті Стедіум, Сана |